# Enclosure (álbum de John Frusciante)
Enclosure es el undécimo álbum solista de John Frusciante y fue lanzado el 8 de abril de 2014 por Record Collection.
El 18 de febrero de 2014, Frusciante lanzó a la red la primera canción grabada para el álbum, "Scratch", escrita durante las sesiones del álbum The Empyrean, y disponible a través de su sitio web para descargarse de manera gratuita.

## Lanzamiento al espacio
En marzo de 2014 se anunció que el álbum iba a ser cargado en un satélite y podría ser escuchado por los fanes por medio de una aplicación para teléfonos móviles cuando este pasara cerca de su ubicación.

## Lista de canciones
Todas las canciones están compuestas por John Frusciante

Todas las canciones escritas y compuestas por John Frusciante. 
| N.º | Título                                           | Duración |  |
| 1.  | «Shining Desert»                                 | 4:46     |  |
| 2.  | «Sleep»                                          | 4:23     |  |
| 3.  | «Run»                                            | 2:15     |  |
| 4.  | «Stage»                                          | 3:09     |  |
| 5.  | «Fanfare»                                        | 4:50     |  |
| 6.  | «Cinch»                                          | 6:25     |  |
| 7.  | «Zone»                                           | 4:07     |  |
| 8.  | «Crowded»                                        | 3:47     |  |
| 9.  | «Excuses»                                        | 3:53     |  |
| 10. | «Vesiou» (Japanese bonus track)                  |          |  |
| 11. | «Scratch» (Japanese bonus track / free download) |          |  |